# Mouvement agriculteur-citoyen
Le Mouvement agriculteur-citoyen (en néerlandais : BoerBurgerBeweging, abrégé BBB) est un parti politique néerlandais. Fondé en 2019 par Caroline van der Plas, il se veut le représentant du monde rural aux Pays-Bas, dans la lignée de l'ancien Parti des fermiers (1959-1981).
Avec sa victoire éclatante aux élections provinciales de 2023, il devient le premier parti aux États provinciaux, ce qui lui permet, lors des élections sénatoriales, de placer 16 de ses membres à la Première Chambre, devant le Parti populaire pour la liberté et la démocratie (VVD) du Premier ministre Mark Rutte.

## Histoire

### Fondation et débuts

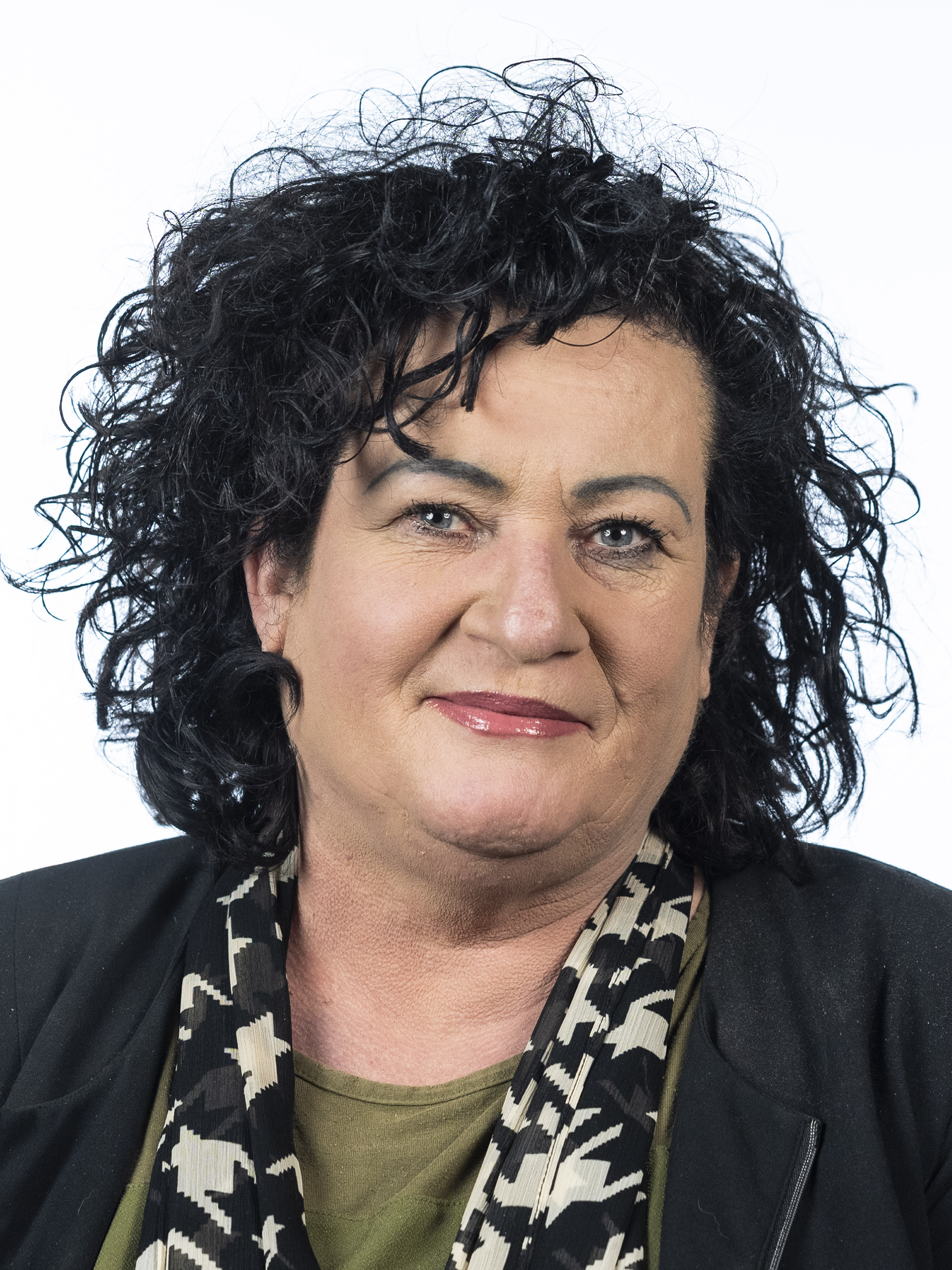
Caroline van der Plas.

Caroline van der Plas, résidente de la commune de Deventer, quitte l'Appel chrétien-démocrate (CDA), traditionnel grand parti de centre droit, en 2019, pour fonder le Mouvement agriculteur-citoyen (BBB), à la suite de la forte mobilisation rurale contre le projet environnemental du gouvernement néerlandais concernant l'agriculture,. Ce projet vise à réduire de 50 % les émissions de CO2 du secteur agricole ce qui aurait entrainé une baisse de 30 % du cheptel et la fermeture de nombreuses exploitations.
Le parti remporte un siège à la Seconde Chambre lors des élections législatives de 2021 affichant ses meilleurs résultats dans les régions de la Twente et de l'Achterhoek, en province de Gueldre, non loin de Deventer, là où est basé le parti et où réside sa chef de file, Caroline van der Plas, qui gagne ce siège de représentant. Elle fait une arrivée remarquée en tracteur au Parlement.
En vue des élections municipales de 2022, le parti choisit de ne pas concourir lui-même mais de nouer des alliances avec des structures locales existantes.

### Succès aux élections de 2023
Lors des élections provinciales de mars 2023, marquées par la défaite de la coalition au pouvoir menée par le Parti populaire pour la liberté et la démocratie du Premier ministre Mark Rutte qui n'atteint pas les 30 % des voix, le BBB, avec 19 % des suffrages, arrive en tête. Lors d'un raz-de-marée électoral, le parti arrive en tête dans l'intégralité des douze provinces, une première dans l'histoire politique néerlandaise. Les élus des provinces devant ensuite désigner les membres de la Première Chambre (le Sénat), le BBB devrait y obtenir 19 sièges selon les projections.
Selon une enquête de l'institut I & Research, ce succès s'explique par le rejet de la rigueur et de la rapidité du « Plan azote », par une perte de confiance dans la politique et par une identification par de nombreux Néerlandais en Caroline van der Plas jugée plus proche d'eux. Il marque aussi une fracture entre les Pays-Bas ruraux se jugeant méprisés par « l'élite » de la Randstad, la conurbation qui regroupe dans l'ouest du pays plus de 40 % de la population avec les villes d'Amsterdam, Rotterdam, La Haye et Utrecht.
Le parti, qui n'a pas véritablement développé de programme au-delà des questions agricoles et environnementales, est qualifié de parti populiste, qui s'inscrit dans une tendance agrarienne des pays du Nord de l'Europe. Son idéologie le place au centre droit et s'oppose à la ligne dure des nationalistes de droite.
Dans les jours qui suivent les élections provinciales, un sondage en vue des élections législatives de novembre 2023 indique que le BBB, s'il menait liste commune avec Pieter Omtzigt (ex-CDA), pourrait obtenir 53 sièges à la Seconde Chambre. Il chute toutefois dans les intentions de votes en quelques mois ; focalisé sur les thématiques régionales, le parti échoue à faire ressortir un programme national.
Après avoir obtenu 7 sièges sur 150, le BBB se déclare favorable à une coalition avec le PVV de Geert Wilders (37 sièges) pour tenter de former un gouvernement.

## Résultats électoraux
| Année | Voix    | %    | Rang | Élus    | +/- |
| ----- | ------- | ---- | ---- | ------- | --- |
| 2021  | 104 319 | 1,00 | 16e  | 1 / 150 | Nv  |
| 2023  | 485 551 | 4,65 | 6e   | 7 / 150 | 6   |

| Année | Voix      | %     | Rang | Élus      | +/- |
| ----- | --------- | ----- | ---- | --------- | --- |
| 2023  | 1 488 372 | 19,19 | 1er  | 137 / 572 | Nv  |